# Raasdorf (Austria)
Raasdorf – gmina w Austrii, w kraju związkowym Dolna Austria, w powiecie Gänserndorf. Według danych Austriackiego Urzędu Statystycznego liczyła 646 mieszkańców (na 1 stycznia 2014).